# Клемент, Лидия Ричардовна
Ли́дия Ри́чардовна Кле́мент (8 июля 1937, Ленинград — 16 июня 1964, Ленинград) — советская эстрадная певица.

## Биография
Родилась 8 июля 1937 года в Ленинграде. Отец — Рихард Германович Клемент, инженер из Эстонии — умер до войны, а Лидия Клемент с матерью Марией Гордеевной пережили ленинградскую блокаду.
В 1944 году Клемент пошла в женскую среднюю школу № 312 и училась в музыкальной школе игре на фортепиано. Участвовала в школьном хоре.
После школы пыталась поступить в театральный институт, но не прошла по конкурсу. В 1955 году поступила в Ленинградский инженерно-строительный институт (ЛИСИ), окончив который в 1960 году два года работала проектировщиком в мастерской «Ленпроекта». 
В период учёбы и после окончания вуза пела с эстрадным оркестром Дома культуры им. Серго Орджоникидзе под управлением Наума Тёмкина. Затем выступала с ансамблем Ленинградского театра комедии п/у Владимира Фёдорова. Пела в кафе «Север» на Невском проспекте.
Весной 1962 года Лидия Клемент стала участницей квартета п/у Румянцева, который работал с композитором Василием Соловьёвым-Седым, и выехала в свою единственную зарубежную гастрольную поездку — в Венгрию.
Летом 1962 года впервые появилась на Центральном телевидении СССР в программе «На огонёк» (снималась на ленинградском телевидении).
В сентябре 1962 года Лидия Клемент стала солисткой эстрадного оркестра Анатолия Бадхена в Ленинградском государственном театре эстрады, где и проработала до конца жизни.
Специально для Лидии Клемент писали свои песни композиторы Андрей Петров, Александр Колкер, Станислав Пожлаков, Георгий Портнов, Вадим Шеповалов.
Всесоюзную известность принесло ей исполнение песен «Карелия» (А. Колкер, стихи К. Рыжова), «Дождь на Неве» (В. Шеповалов, стихи Б. Гершта и К. Григорьева), «Звёзды в кондукторской сумке» (А. Петров — Л. Куклин). В художественном фильме 1963 года «Принимаю бой» в исполнении Лидии Клемент звучит песня «На кургане» (музыка Андрея Петрова, стихи Юлии Друниной). Певица много выступала на Всесоюзном и Ленинградском телевидении (в том числе в «Голубом огоньке») и на радио, в 1964 году вышла пластинка с записью девяти песен певицы.
Была замужем за ленинградцем-джазменом Борисом Шафрановым (развелись в 1963). В августе 1961 года у них родилась дочь Наталья.
Скончалась 16 июня 1964 года из-за агрессивной метастазирующей меланомы бедра .
Похоронена в Ленинграде на Богословском кладбище (Петрокрепостная дорога, участок Ж) . Памятник на её могиле (архитектор Юрий Лобанов) — диск, напоминающий грампластинку, а над ним горизонтально повисший брусок-тонарм, на котором выбиты годы жизни: 1937—1964.

## Память

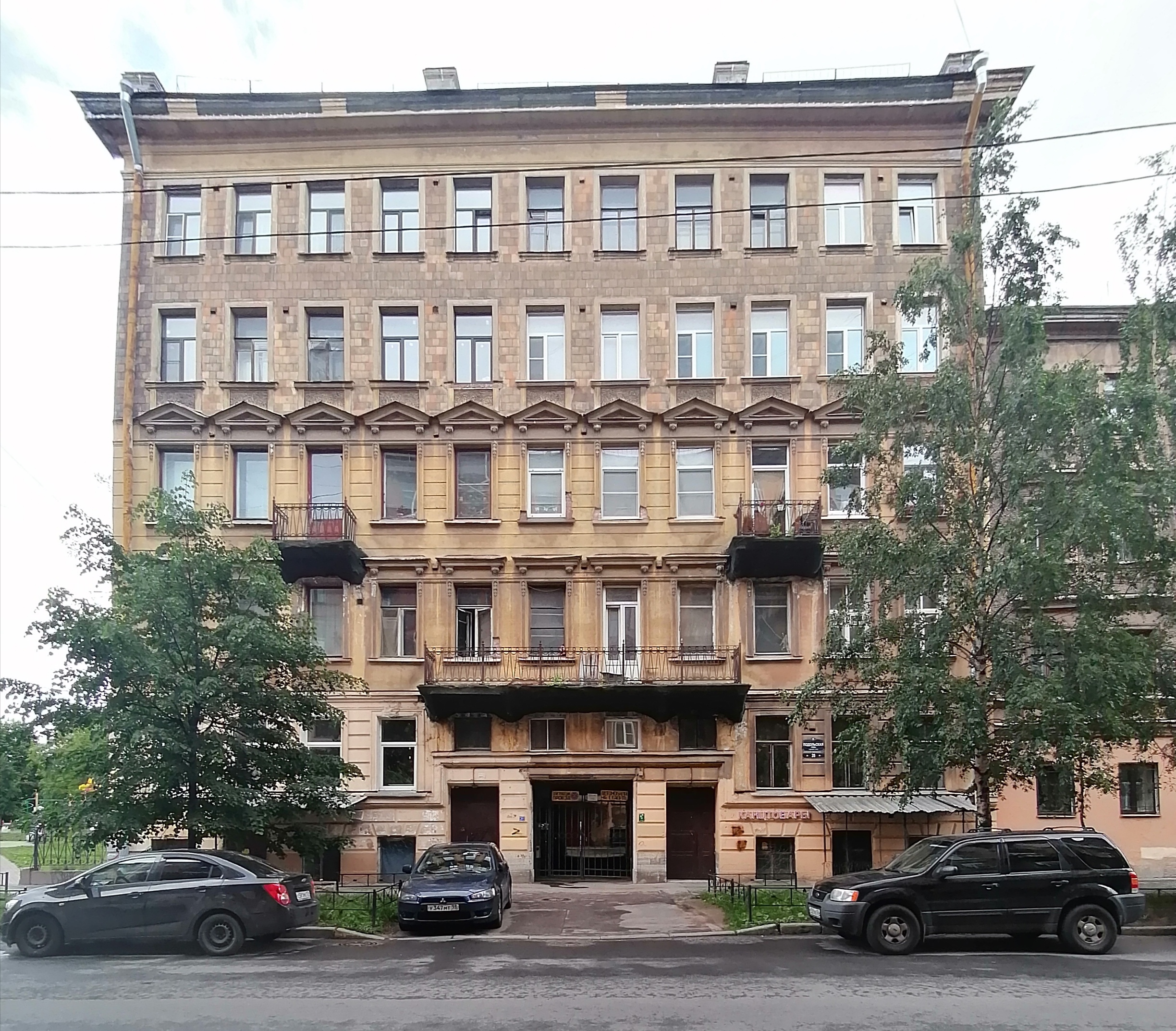
Подольская ул., 26

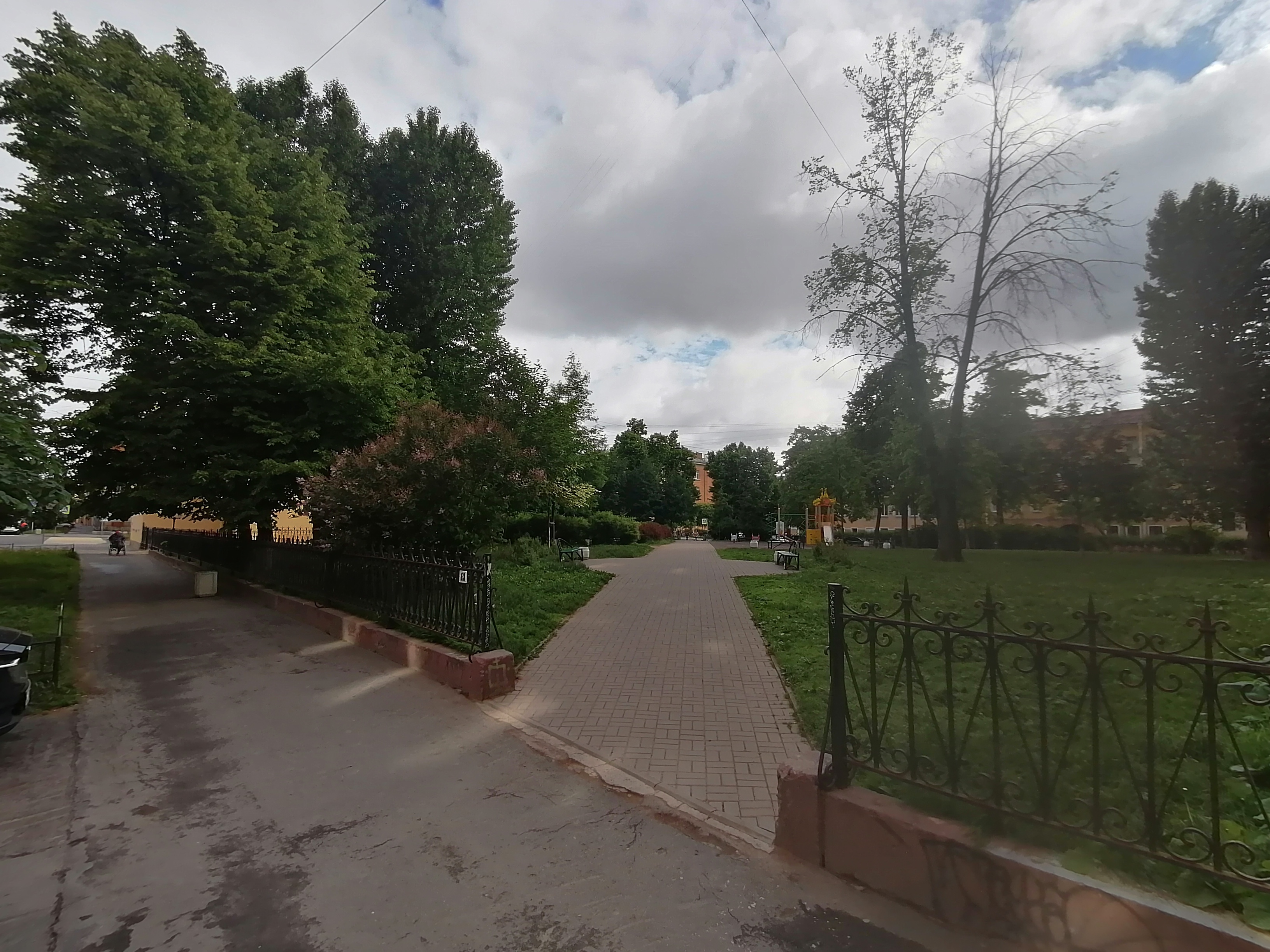
Сквер Лидии Клемент. 2022

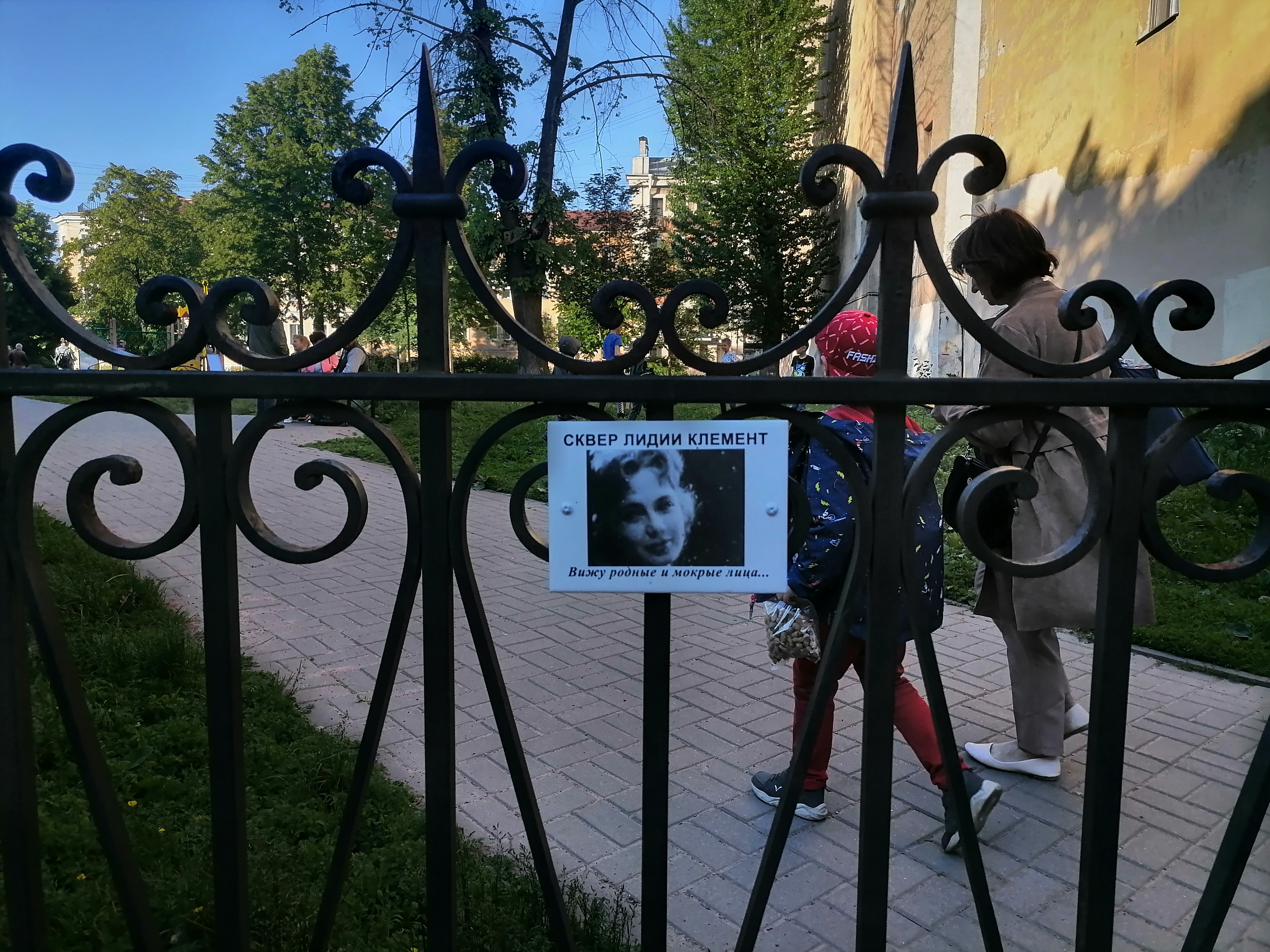
Сквер Лидии Клемент. 2022

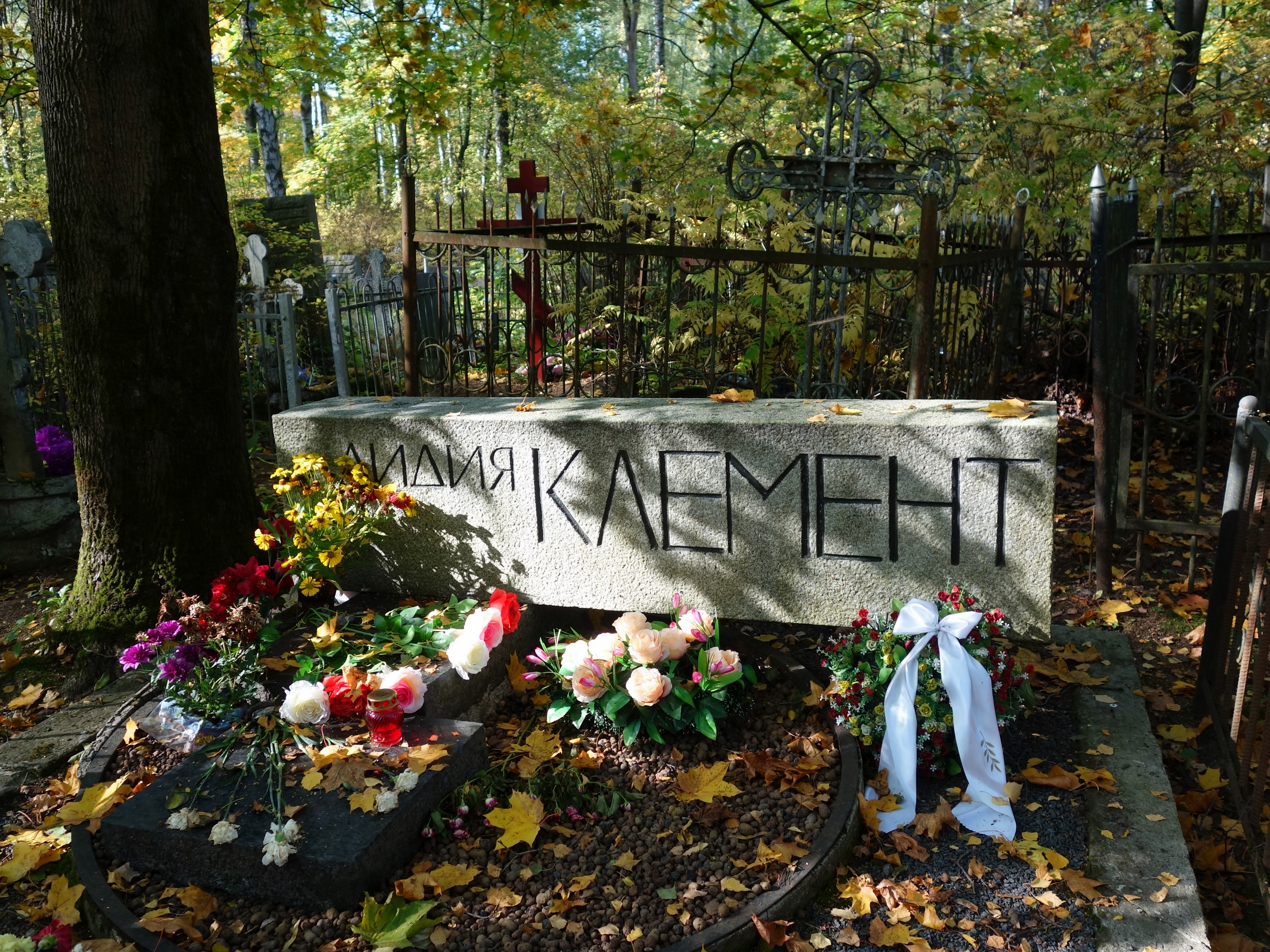
Санкт-Петербург, Богословское кладбище. Могила Л. Р. Клемент

Памяти певицы посвятил стихотворение поэт Николай Тарасов (главный редактор журнала «Физкультура и спорт» до 1976 года).
Памяти Лидии Клемент посвящена песня Аллы Пугачёвой «Ленинград» (написанная певицей в 1977 году на стихи Осипа Мандельштама) из альбома «Поднимись над суетой» (1980); в некоторых источниках эта песня упоминается под названием «Монолог Лиды».
В 2013 году дочерью певицы Натальей Шафрановой и режиссёром Дмитрием Марковым выпущен 78-минутный документальный фильм-воспоминание «Лидия Клемент. Яркая комета», в котором о Лидии Клемент вспоминают её родные, друзья, известные музыканты и поэты.
23 июля 2014 года подписано Постановление Правительства Санкт-Петербурга о присвоении безымянному скверу между домами 20 и 26 по улице Подольской имени Лидии Клемент. В 2023 году сквер капитально отремонтирован в рамках проекта «Формирование комфортной городской среды».

## Лидия Клемент в искусстве
- Вокруг персоны Лидии Клемент разворачивается действие повести писателя Антона Тарасова «Письма к Лиде»[11][источник не указан 1696 дней].
- В параллельном мире, созданном в фантастическом романе «Музыкант» писателем Геннадием Марченко, Лидия Клемент остаётся жива и благотворно влияет на советскую эстраду 1960—1990-х годов.[источник не указан 109 дней]

## Семья
Муж (в разводе)[уточнить] — Борис Шафранов (род. 1937), джазовый музыкант, позднее эмигрировал в Великобританию. С 1979 года живёт в США.
- Дочь — Наталья Борисовна Шафранова (род. 1961). После окончания Ленинградского пединститута им. Герцена работала в ленинградской школе № 307 учителем истории. С 1992 года проживает в США[12]. 
  - Внучка — Дарина Наумова (род. 1987)[13], проживает в США.
    - Есть правнучка, гражданка США по рождению.

В Ленинграде Лидия Клемент проживала с матерью и отчимом на Подольской улице, д. 26.

## Дискография

### Грампластинки (ВСГ «Мелодия»)
| Год  | № каталога | Песни | Формат              |
| ---- | ---------- | --- | ------------------- |
| 1960 | 35969-70   | 1. Песенка почтальона (А. Колкер — Л. Норкин) в сопр. Эстрадного ансамбля п/у В. Фёдорова 2. Праздник трубачей (интермеццо)(В. Беркинг) Эстрадный оркестр Ленинградского радио. Дир. А. Владимирцов | 10" 78 об/мин       |
| 1963 | 40969-70   | 1. Когда вам двадцать лет (В.Соловьёв-Седой — М.Матусовский) 2. Здравствуй (А.Петров — С. Фогельсон) Инструментальный квартет | 10" 78 об/мин       |
| 1964 | 42053-4    | 1. Мы приходим в новый дом (Ю.Саульский — М.Розовский и Г.Панков) женский вокальный квартет и инструментальный ансамбль. Дирижёр Юрий Саульский 2. Карелия (А.Колкер — К.Рыжов) Инструментальный ансамбль. Руководитель Е.Выставкин | 10" 78 об/мин       |
| 1964 | 42295-6    | 1. Дождь на Неве (В.Шеповалов — Б.Гершт/К.Григорьев) 2. Весенняя песня (Я счастье несу) (Г.Портнов — Ю.Принцев) | 10" 78 об/мин       |
| 1964 | Д—00013467 | Поёт Лидия Клемент (гибкая грампластинка в журнале «Кругозор» (№ 2-1964)) 1. Карелия (А.Колкер — К. Рыжов) 2. На кургане (А.Петров — Ю.Друнина) | 33 об/мин           |
| 1964 | Д—14153-4  | Поёт Лидия Клемент 1. Здравствуй (А.Петров — С. Фогельсон) 2. Карелия (А.Колкер — К. Рыжов) 3. Мы приходим в новый дом (Ю.Саульский — М. Разовский и Г. Панков) 4. Я счастье несу (Г. Портнов — Ю. Принцев) 5. Когда нам 20 лет (В.Соловьёв-Седой — М.Матусовский) 6. Дождь на Неве (В. Шеповалов — Б.Гершт/К.Григорьев) 7. Звёзды в кондукторской сумке (А.Петров — Л. Куклин) 8. Если б не было в мире влюблённых (А.Колкер — Л. Норкин) 9. На кургане (А.Петров — Ю.Друнина) | 10" гранд 33 об/мин |

### Компакт-диски
| Год  | Альбом                                 | Издатель     | № каталога   |
| ---- | -------------------------------------- | ------------ | ------------ |
| 2005 | Лидия Клемент. Золотая коллекция Ретро | Бомба Мьюзик | BoMB 033—163 |

### Цифровое издание
| Год  | Альбом             | Издатель | № каталога  |
| ---- | ------------------ | -------- | ----------- |
| 2021 | Поёт Лидия Клемент | Мелодия  | MEL CO 0902 |